# Fagara zanthoxyloides
 (janvier 2017).
Espèce
Synonymes
- Fagara senegalensis (DC.) A. Chev.[2]
- Fagara senegalensis (DC.) A.Chev.[3]
- Fagara zanthoxyloides Lam.[3] [2]
- Zanthoxylum senegalense DC.[3] [2]
- Zanthoxylum zanthoxyloides (Lam.) Zepern. & Timler (préféré par GRIN)[2]

Fagara zanthoxyloides Lam (1788) est une espèce d'arbustes tropicaux de la famille des Rutacées. Ses noms vernaculaires sont : (fr) Fagara jaune, (en) Senegal prickly-ash, candlewood, toothache bark. Le fagara se répartit sur les régions allant du Sénégal au Cameroun. Les racines, les feuilles et les tiges sont souvent vendus sur les marchés de Côte d’Ivoire, Mali, Burkina Faso, Ghana et Nigeria. Plusieurs produits locaux sur les marchés contiennent aussi des racines de Fagara zanthoxyloides, dont le Drepanostat et le FACA, pour traiter l’anémie falciforme.

## Synonymes
- Zanthoxylum zanthoxyloide (Lam.) Zepern & Timler
- Zanthoxylum senegalense DC. (1824).

## Description

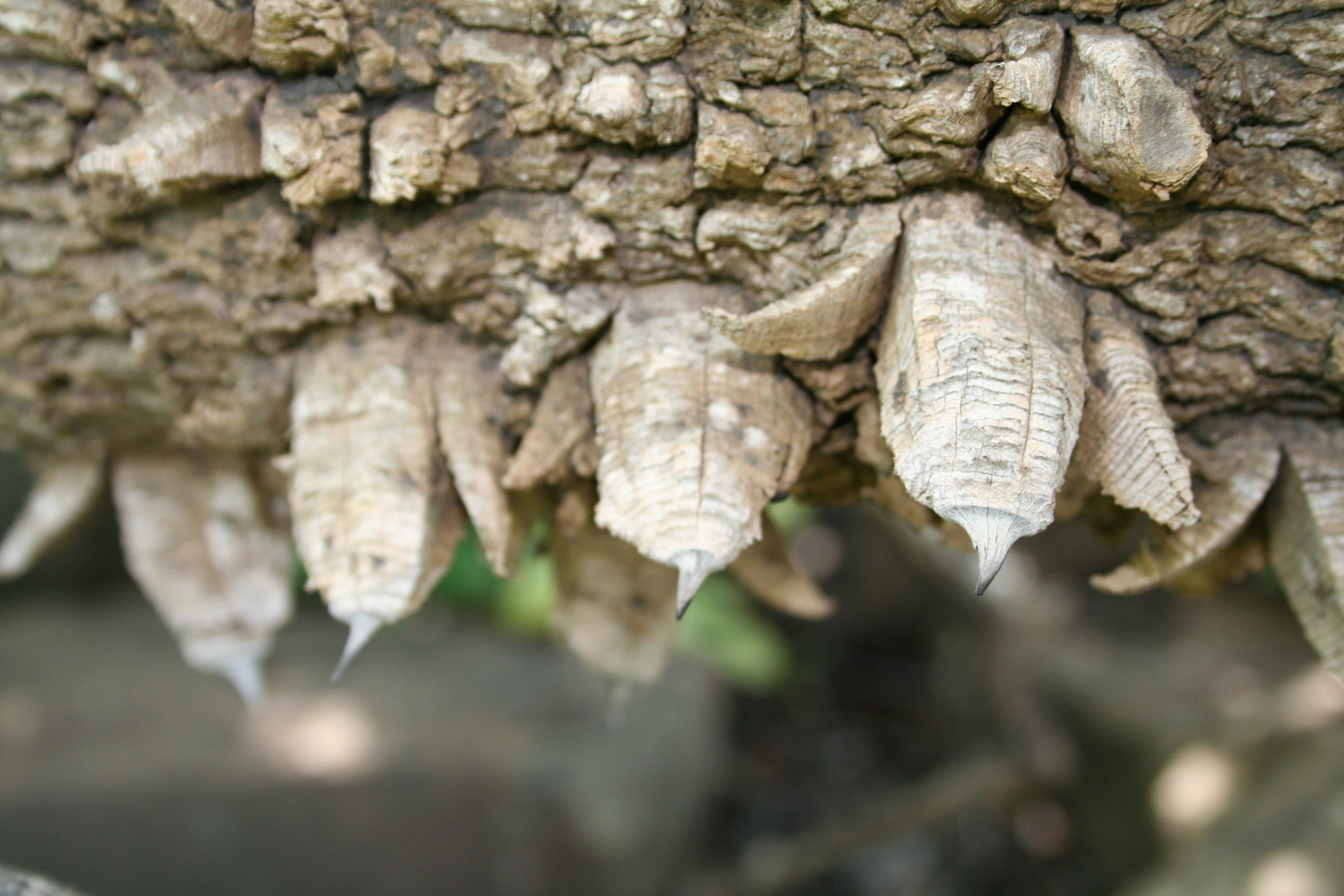
Détail des épines du tronc.

Le genre Zanthoxylum est pantropical, comprenant près de 200 espèces, le plus souvent présentes en Amérique tropicale, tandis qu’il n’en existe que 35 espèces sur le continent africain, dont 5 sont endémiques de Madagascar. Cette plante est très mellifère, car les fleurs produisent beaucoup de nectar.
Cet arbuste épineux est plus ou moins grimpant, son fût est droit en finissant sur une cime arrondie relativement dense, atteignant jusqu’à 12 m de haut. Son écorce rugueuse est grise voir beige avec de fines fissures verticales et des aiguillons. Les feuilles sont alternes et glabres et peuvent atteindre entre 12 et 20 cm de long. La base des feuilles est cunéiforme voire arrondie tout comme l’apex qui peut aussi être obtus. Lorsque les feuilles sont broyées elles sentent le poivre et le citron. Les fleurs sont unisexuées, régulières de couleur blanche ou verdâtre dont la corolle est à peine ouverte avec des fleurs mâles à étamines légèrement exsertes et une fleur femelle à ovaire supère. Le fruit et un follicule ovoïde de 5 à 6 mm de diamètre, brun avec des points glandulaires déhiscent à 1 graine. Les graines sont noires à bleuâtres, brillantes et persistantes dans le fruit et fleurit souvent deux fois par an.
On peut trouver le fagara dans la savane, la végétation de forêt sèche, les dunes et les fourrés côtiers et sur les termitières avec une plus grande présence dans les régions côtières et souvent à basse altitude. Il est néanmoins considéré sous pression du fait de la surexploitation et de la perte de son milieu.

## Utilité

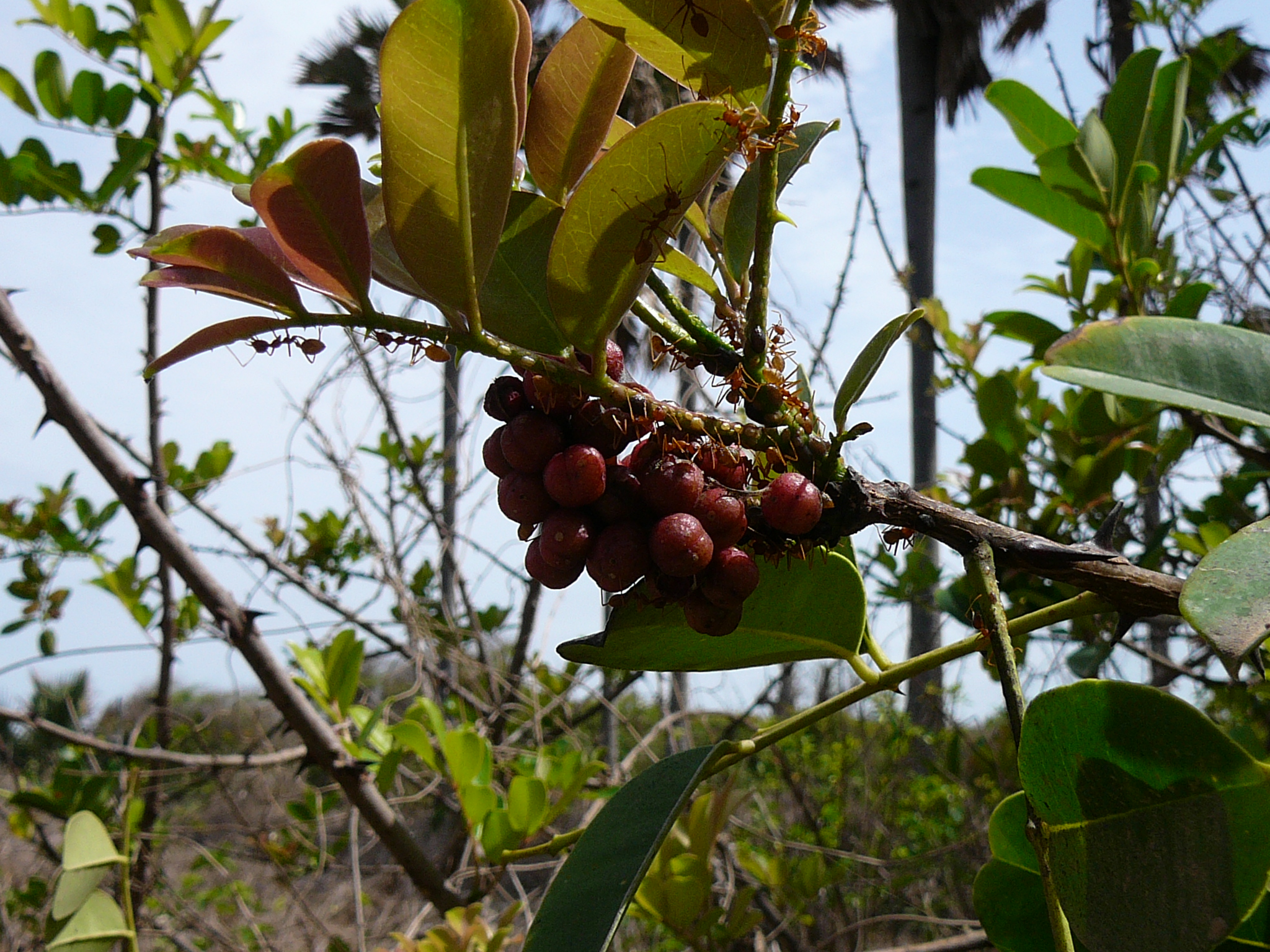
Fruits.

Le fagara est une plante médicinale dont les activités antimicrobiennes, antitumorales et antifalciformes sont confirmées. Les racines, l’écorce de tige et les feuilles aromatiques sont considérées comme antiseptiques, analgésiques et diaphorétiques. Les macérations, décoctions ou infusions d’écorce de tige ou de racine permettent de traiter les problèmes intestinaux dont les coliques, la dysenterie, les vers intestinaux, la gonorrhée et l’urétrite. Les racines sont aussi utilisées sur les ulcères, œdèmes, hémorroïdes, abcès, morsures de serpent, pian, blessures lépreuses et les plaies syphilitiques ainsi que contre les douleurs rhumatismales et arthritiques et la hernie.
On peut citer les propriétés suivantes du fagara qui peuvent être intéressantes dans le traitement de la bilharziose : d’après des études effectuées auprès des rongeurs les extraits bruts d’écorce de racine ont montré des activités anti-inflammatoires et analgésiques significatives. Ces mêmes extraits ont aussi montré une activité antibactérienne modérée in vitro contre une série de bactéries pathogènes. Il en va de même pour l’huile essentielle des fruits. Différents extraits d’écorce de racine ont montré une activité antivirale modérée contre le virus de l’herpès simplex et une activité antiprotozoaire contre Leishmania major. Les feuilles données aux lapins ont montré une activité vermifuge contre Ascaris lumbricoides, et bien plus significative contre Haemonchus contortus dans le cas des moutons. Plusieurs coumarines isolées de Fagara ont montré des activités antifongiques.
Malgré le fait que la fagaronine, un alcaloïde de type benzophénanthridine, ait démontré une forte activité antileucémique (contre les lignées de cellules leucémiques L-1210 et P-388) ainsi que des propriétés antifalciformes et que d’autres alcaloïdes de type benzophénanthridine (la chélérythrine et la berbérine) aient également présenté des activités antimicrobienne, la toxicité des alcaloïdes de type benzophénanthridine empêche leurs débouchés cliniques. Néanmoins, les toxicités associées des alcaloïdes bioactifs devraient être contrées grâce à l’utilisation d’extrait bruts et l’application des connaissances en médecine locale. Enfin, des recherches sur les débouchés médicinaux des coumarines non toxiques sont justifiées.